# Ярославский автобус
Ярославский автобус — система городского автотранспорта города Ярославля.

## История

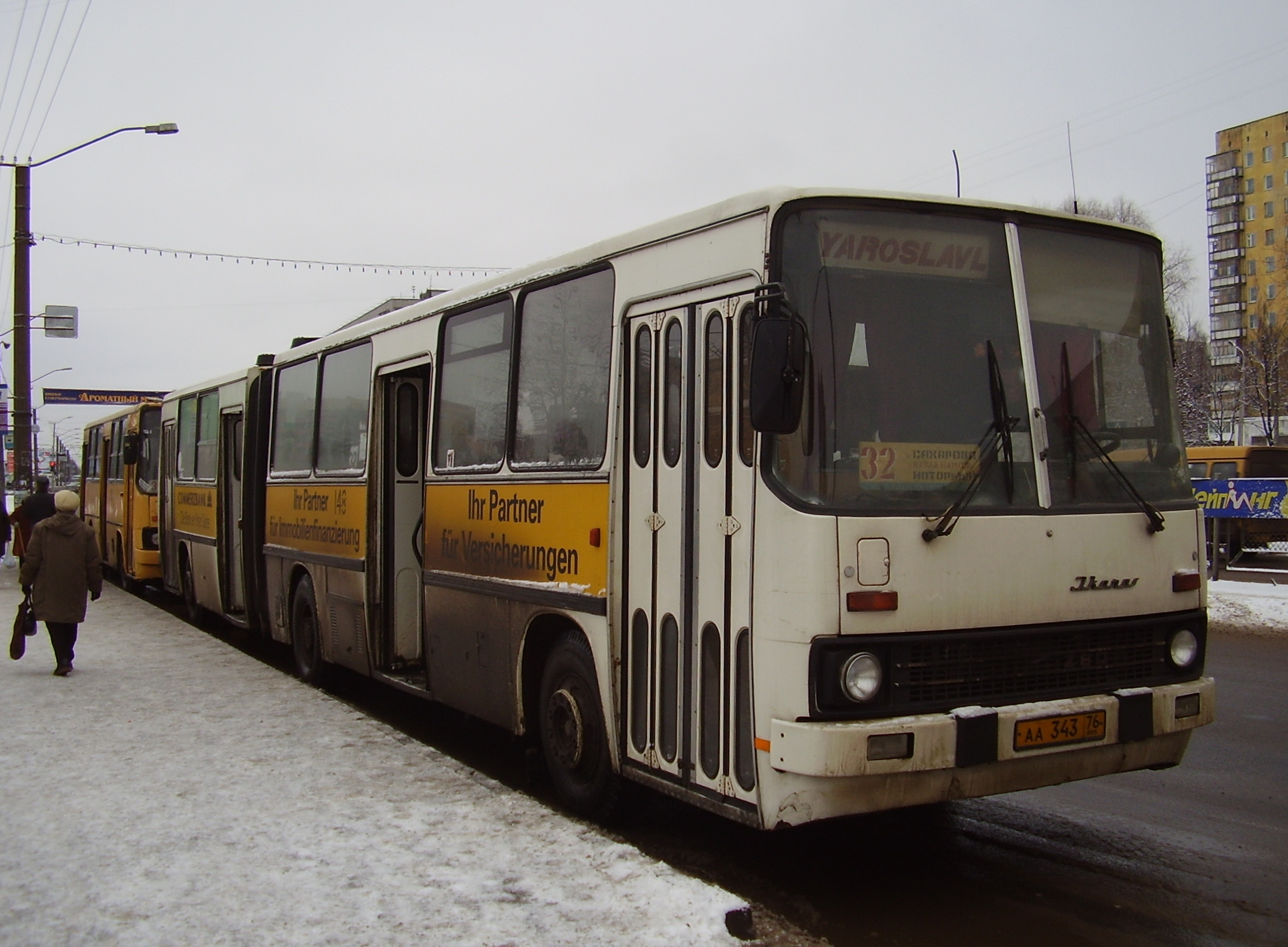
Ikarus 280 и Ikarus 260 (на заднем плане) в Ярославле, 2006 год. В 2000-е годы подержанные «Икарусы» из стран Восточной Европы составляли значительную долю подвижного состава автотранспортных предприятий города

### 1931 — 1991. Советский период
Первый автобусный маршрут появился в Ярославле в 1931 году, автобус курсировал от Красной площади до шиноремонтного завода по проспекту Октября.
1 января 1948 года по приказу Министерства автомобильного транспорта и шоссейных дорог РСФСР создаётся «Пассажирское автохозяйство г. Ярославля» (ныне — АО «ПАТП-1 г. Ярославля»), старейшее пассажирское транспортное предприятие города.
В 1958 году создаётся «Ярославское автотранспортное хозяйство № 6» (ныне — АО «Ярославское АТП»).

### 1970 — 1984. Первые «маршрутные такси»
В 70-х годах в городе начинают появляться первые маршрутные такси. Микроавтобусы ходили по маршрутам «Комсомольская площадь — посёлок Новое Творогово» и «Улица Кирова — Аэропорт».
В ноябре 1978 года запущены маршруты № 9 «Площадь Подбельского — Больница № 2» и № 10 «Площадь Подбельского — Посёлок Куйбышева».
10 февраля 1984 года запущены маршруты № 1 «ЯЗХМ — Больница № 9» и № 2 «Улица Володарская — Больница № 9», обслуживаемые микроавтобусами.

### 1990-е. Развитие «маршрутных такси»
В 90-х годах общественный транспорт перестал справляться с существующим пассажиропотоком. На помощь пришли маршрутные такси, появлявшиеся в те годы довольно активно.
В 90-х годах в связи с ростом города и необходимостью появления новых транспортных связей, начался рассвет деятельности маршрутных такси, которые на долгие годы «вписались» в маршрутную сеть. Первыми маршрутами, запущенными в 1995 году, были № 36 «Машприбор — Ярославль-Главный», № 45 «Посёлок Куйбышева — Ярославль-Главный», № 46 «Больница № 2 — 15 микрорайон», № 47 «Областная больница — Ярославль-Главный». Обслуживанием маршрутов занимались не только частные перевозчики, но и муниципальные — МП «Автокомтранс», МУП «ПАТП-1», ФГУП «Ярославское АТП».
По состоянию на 2001 год в городе на 29 маршрутов «маршрутных такси» выходило 305 автобусов, работавших со средним интервалом 10 минут.

### 2011 — 2014. Замена маршрутных такси автобусами
19 марта 2011 года запущен автобусный маршрут № 29к «Тверицы — ТЦ „Глобус“».
С 12 августа 2013 года вместо маршрутного такси № 76 запущен автобусный маршрут, работающий по регулируемому тарифу.
26 августа 2013 года запущен автобусный маршрут № 21Б «Резинотехника — Арена 2000».
С 1 по 3 октября 2013 года проводилось исследование пассажиропотока на маршрутах городского общественного транспорта. Результаты планировалось использовать для принятия решении по оптимизации маршрутной сети.
18 ноября 2013 года переданы 7 автобусов МАЗ-203 для ГП ЯО «Ярославское АТП», приобретённые в рамках областной целевой программы «Доступная среда».
3 марта 2014 года запущен автобусный маршрут № 18а «Посёлок Кармановский — Улица Автозаводская». Однако, после маршрут был закрыт из-за отсутствия пассажиропотока.
15 августа 2014 года запущен автобусный маршрут № 34 «Красная площадь — Толгский монастырь».
25 августа 2014 года вместо маршрутного такси № 93г запущен автобусный маршрут, работающий по регулируемому тарифу.
3 октября 2014 года переданы 28 автобусов ЛиАЗ для АО «ПАТП-1».
1 ноября 2014 года вместо маршрутных такси № 44, 44М запущены автобусные маршруты, работающие по регулируемому тарифу.

### 2014 — 2015. Уход «Ярославской транспортной компании», закрытие дублёров
25 декабря 2014 года ЗАО «Ярославская транспортная компания» прекратила обслуживание городских автобусных маршрутов № 16, 21, 21А, 21Б, 21К, 21Т, 22, 22С, 23, 24, 32, 32К, 43 в связи большим долгом города перед компанией. «Ярославскую Транспортную Компанию» заменили частные перевозчики, выпустившие на линию вместо автобусов большой вместимости автобусы средней вместимости, что вызвало недовольство жителей Заволжского района.
В январе 2015 года в связи с дублированием других маршрутов общественного транспорта были закрыты автобусные маршруты № 1Г (Улица Крестобогородская — ПАТП-1), 39 (ТРК «Ярославский Вернисаж» — Улица Светлая), 52 (Машприбор — Ярославль-Главный), 88 (15 микрорайон — Ярославль-Главный). В качестве компенсации на маршрутах № 30 и 41а увеличено количество автобусов большой вместимости.

### 2016. «Снежный билет»
В январе 2016 года запущена акция «Снежный билет», призванная разгрузить город от автомобилей для беспрепятственной уборки во время снегопада. Для бесплатного проезда нужно предъявить кондуктору технический паспорт на автомобиль или водительские права. 13 января, в первый день акции, такой возможностью воспользовались 7000 человек. В маршрутных такси и автобусах частных перевозчиков «снежный билет» не действовал. Акция проходила в 2016, 2018, 2019, 2021 годах.

### 2017 — 2018. «Красные» автобусы

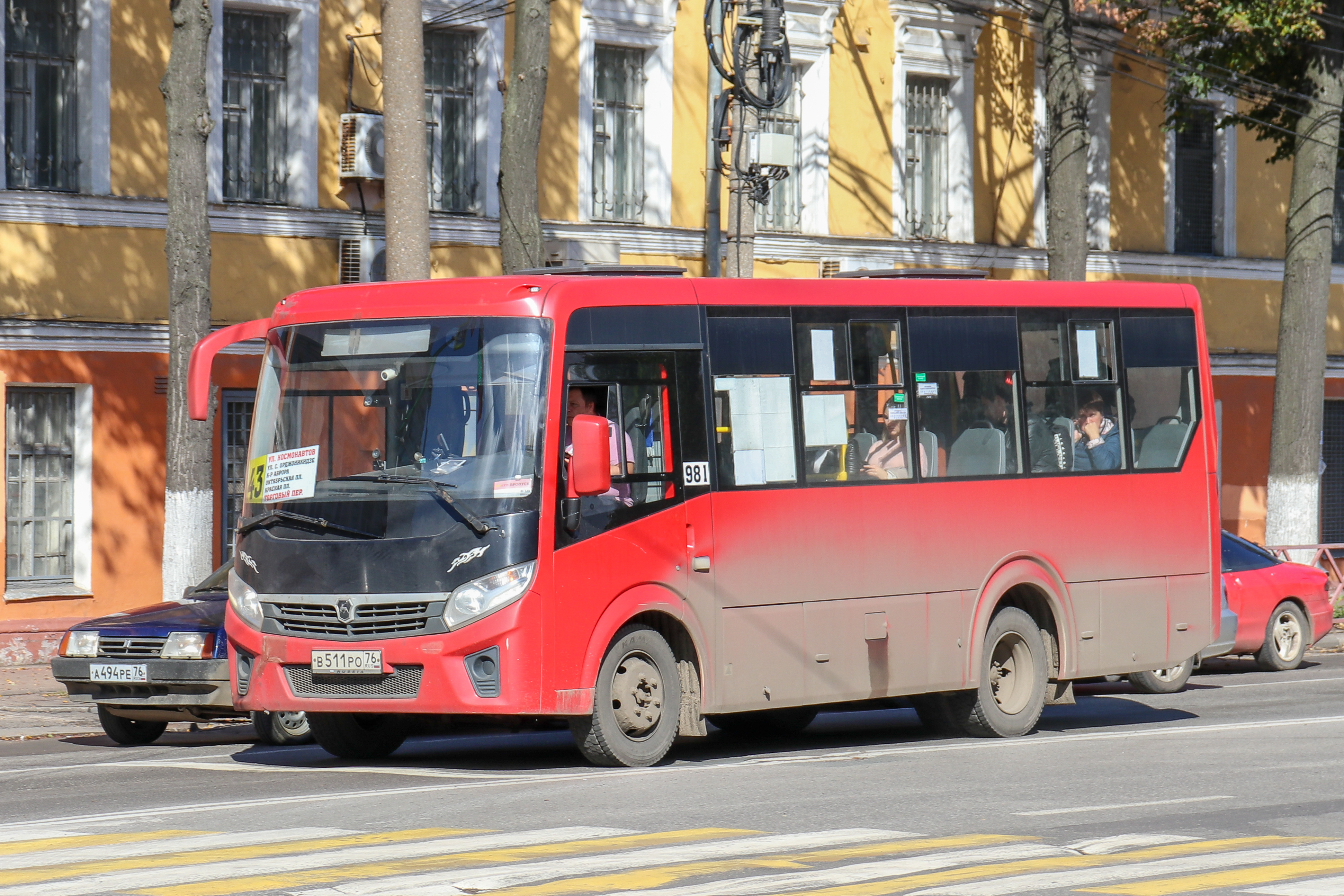
ПАЗ-320405-04 «Vector Next» на улице Победы, 2021 год

В феврале 2017 года мэр города Владимир Слепцов на встрече с представителями городских перевозчиков объявил 10 требований, которые будут применяться к перевозчикам. Среди основных требований были:
- Запрет посадки и высадки пассажиров вне остановочных пунктов.
- Наличие видеорегистраторов и камер в салоне автобуса, записи с которых должны храниться не менее 15 дней.
- Оснащение автобусов системой ГЛОНАСС.
- Класс автобусов не ниже «Евро-5».
- Максимальный срок эксплуатации транспорта — семь лет.
- Автобусы должны быть красного цвета.

До конца лета 2017 заменено 320 автобусов. Планировалось завершить замену до сентября 2017 года, однако из-за того, что Павловский автозавод не успел выпустить нужное количество машин, срок перенесен на февраль 2018 года. Однако, требования к перевозчикам начали выполняться именно с сентября.
В апреле 2017 года запущен автобусный маршрут № 60 «НЗКИ — ЯШЗ».
1 ноября 2017 года изменилась стоимость проезда в маршрутных такси. Из-за того, что один маршрут обслуживают несколько перевозчиков, стоимость проезда в автобусах разных перевозчиков отличается. Так, например, в маршрутном такси № 91 часть автобусов имела стоимость проезда в 23 рубля, часть в 26 рублей. Частные перевозчики должны были обосновать повышение цен. Некоторые перевозчики этого не сделали и были оштрафованы на 15 тысяч рублей.
В декабре 2017 года запущен новогодний автобус, оснащённый новогодней иллюминацией и новогодней музыкой в салоне.

### 2018. Начало транспортной реформы
В январе 2018 года началась замена «маршрутных такси» на автобусы городских перевозчиков.
В ноябре 2018 года в рамках оптимизации маршрутной сети закрыт автобусный маршрут № 3 (Шинный завод — посёлок Ивняки). Автобусный маршрут № 17 продлён до Шинного завода с заездом к Ярославлю-Главному, однако пущен не по Толбухинскому мосту, как автобус № 3, а по Комсомольскому.
Разработан проект по изменению маршрутной сети. Планировалось сокращение маловместительного транспорта и увеличение количества автобусов большой вместимости, исключение дублирования маршрутов. Маршрутная сеть включает три типа маршрутов:
1. магистральные — с автобусами большой вместимости, работающими между крупными районами
2. социально-значимые — автобусы, следующие до исторически сложившихся остановок и социальных объектов
3. вспомогательные — автобусы, подвозящие пассажиров до магистральных маршрутов.

1 января 2019 года закрыт автобусный маршрут № 60. Освободившиеся автобусы переведены на маршрут № 6 с изменённой схемой движения: от остановки "Фабрика «Красный Перевал» автобусы следуют по Большой Норской улице, Красноперевальскому переулку и улице Куропаткова с заездом на остановку «НЗКИ» (ныне перенесена к дому № 2 по улице Керамическая).
В феврале 2019 года мэр города Владимир Волков заявил, что парк общественного транспорта будет обновлён, а схема маршрутов пересмотрена.
С 1 июля 2019 года в автобусах, троллейбусах и трамваях началось введение безналичной системы оплаты проезда.
В августе 2019 года «ПАТП-1» получило 14 новых автобусов марки ЛиАЗ.
16 декабря 2019 года маршрут № 9Т (Торговый переулок — ЯЗХМ) переведён на ежедневный режим работы. Маршруты № 41 (Посёлок Прибрежный — Богоявленская площадь), 49 (Улица Ярославская — Ярославль-Главный) объединены в маршрут № 41 Ярославль-Главный — Посёлок Прибрежный. Запущен автобусный маршрут № 97с "Богоявленская площадь — Красный Перевал). Маршрут № 42 изменил схему движения, теперь он следовал не от ЯЗХМ, а от 15-го микрорайона. Закрыт автобусный маршрут № 18м (Московский вокзал — 15 микрорайон).

### 2020 — настоящее время. Транспортная реформа
Весной и летом 2020 года в связи с пандемией маршруты городского общественного транспорта работали по расписанию выходного дня или с большими интервалами, а ряд маршрутов (№ 5, 14, 15, 18К, 21Б, 22С, 28, 29, 55) выполнявших несколько рейсов в день, и вовсе были отменены на период пандемии.
10 февраля 2020 года вместо маршрутных такси № 90, 99 запущены автобусные маршруты № 90с, 99с.

#### Первый этап
В декабре 2020 года власти заговорили о «транспортной реформе», которая заключается в закрытии маршрутов «маршрутных такси», создании внутрирайонных маршрутов, системы «пересадочного талона», сокращения интервалов движения, перевода маршрутов на автобусы большого и особо большого класса. Был представлен проект маршрутной сети, воспринятый жителями неоднозначно: они требовали сохранить беспересадочные маршруты.
Изменения пройдут в три этапа:
1. Декабрь 2020 — июль 2021 года. Анализ, сбор мнений жителей, внесение изменений в проект маршрутной сети.
2. Июль 2021 — июль 2022 года. Замена маршрутных такси транспортом регулируемого сектора перевозок. Заключение новых договоров на право осуществления перевозок на год. Изучение работы общественного транспорта, определение необходимости внесения изменений в схемы маршрутов, расписание движения, количество подвижных единиц.
3. Июль 2022 — июль 2025 года. Заключение длительных муниципальных контрактов на три года и переход всех маршрутов на регулируемый тариф.

Был представлен предварительный вариант маршрутной сети, включающий 60 маршрутов, работающих по регулируемому тарифу и 5 маршрутов по нерегулируемому. Открыты 9 новых маршрутов, закрыты 35 дублирующих, а 12 существующих изменили схему движения. Количество единиц транспорта в часы пик увеличилось с 428 до 528. До реформы на линию выходило 867 машин .

#### Второй этап
Окончательный вариант маршрутной сети был представлен в начале апреля 2021 года, хотя планировалось, что это произойдёт в марте. Окончательный вариант включал 66 маршрутов по регулируемому тарифу и 5 маршрутов по нерегулируемому тарифу. Количество транспорта увеличилось до 740 единиц, из них 470 по регулируемому тарифу и 72 по нерегулируемому. В нём сохранены беспересадочные маршруты, увеличены интервалы движения и количество автобусов малого и среднего класса, отменены бесплатные пересадки.
14 июля 2021 года новая маршрутная сеть была запущена в полном объёме. Начиная с первого дня, жители города выражали недовольства, которые заключались в значительно увеличенных интервалах движения, несоответствия класса автобусов пассажиропотоку, а также полное отсутствие автобусов на некоторых маршрутах. 10 августа 2021 года перевозчик на маршруте № 66 был изменён без проведения конкурса, а также в сентябре 2021 года тоже был изменён перевозчик на маршруте № 55. Перевозчиком маршрутов № 55 и 66 стала московская компания «Автомиг». Также в августе на маршруте № 42 появились автобусы большого класса, на маршруте № 49 увеличено количество автобусов, а в сентябре на маршруте № 13 — автобусы среднего класса.
В итоговый вариант реформы были возвращены маршруты № 4А «Богоявленская площадь — Посёлок Октябрьский», № 18К «Карачиха — Красная площадь», № 21Б «Резинотехника — улица Павлова», № 29 «Машприбор — Тверицы». Продлены маршруты № 13 «5 МКР — Богоявленская площадь» (до Машприбора), № 60 «НЗКИ — Торговый переулок» (до «Арены-2000»), № 56 «Машприбор — Улица Светлая» (до посёлка Прибрежный), № 79 «Посёлок Прибрежный — Красная площадь» (до ТЦ «Аксон» через Толбухинский мост). Перенумерованы маршруты № 16 «15 МКР — 1-я Технологическая» (в № 62), № 50 «Резинотехника — Студенческий городок» (в № 40к), № 59 «ТЦ „Глобус“ — Ярославль-Главный» (в № 99с). Исключены маршруты № 42К «Посёлок Куйбышева — Богоявленская площадь», № 54 «Улица Чернопрудная — Посёлок Октябрьский» (вместо маршрута № 4А), № 57 «Арена 2000 — Московский вокзал» (заменён маршрутом № 66), № 68 «Улица Чкалова — посёлок Маяковского» (частично заменён маршрутом № 67), № 72, № 76, № 78, № 88 «Улица Павлова — Ярославль-Главный», № 97С. Маршрут № 42 «Посёлок Куйбышева — 15 микрорайон» не заезжает на улицу Ярославскую.
10 ноября 2021 года закрыт автобусный маршрут № 43 «Улица Космонавтов — Торговый переулок».
В феврале 2022 года закрыт автобусный маршрут № 40к «Резинотехника — Студенческий городок». Фактически движение по маршруту прекратилось в ноябре 2021 года «по техническим причинам».
4 марта 2022 года возобновлено движение «дореформенного» маршрута № 67 «Улица Автозаводская — Машприбор» по регулируемому тарифу.
22 января 2022 года маршрут № 49 «15 микрорайон — Больница № 2» продлён до здания больницы (по проспекту Фрунзе, улицам Индустриальная, Пирогова), фактически превратившись в «дореформенную» маршрутку.

#### Третий этап
Очередным этапом реформы в феврале-апреле стал переход на брутто-контракты и цифровизация цикла перевозок. Создано предприятие ГКУ «Организатор перевозок Ярославской области», которое получило право управления городским транспортом.
Требования, предъявляемые к подвижному составу:
1. возраст не старше одного года на момент выхода на маршруты;
2. низкий пол;
3. адаптация для маломобильных групп граждан;
4. наличие видеонаблюдения;
5. наличие речевого и визуального информирования пассажиров;
6. учёт пассажиропотока;
7. наличие устройств безналичной оплаты проезда.

В феврале-марте состоялись конкурсы на автобусные маршруты:15 маршрутов (№ 4, 5, 17, 19к, 22, 33, 58, 21, 24, 93, 23, 39, 57, 13, 32) будет обслуживать ООО «СтарТранс» (ГК «Ранд-Транс»), 7 маршрутов (№ 1, 21т, 59, 65, 67, 70, 77) ООО «ЯТК-2», 22 маршрута (№ 2К, 4А, 6, 7, 11, 12, 19, 22С, 25, 27, 28, 29, 34, 21Б, 41, 62, 64, 76, 79, 90, 92, 99) ООО «Первая пассажирская компания» (ХК «Питеравто»), 2 маршрута (№ 84С, 94С) ИП Намазов А. Х., 2 маршрута (№ 2, 55) ООО «ГИРФТРАНС», 35 маршрутов (№ 9, 10, 14, 26, 68, 53, 49, 66, 01, 012, 068, 044, 066, 32п, 41п, 42п, 78п, 41б, 42, 5а, 5б, 04, 041, 021, 013, 019, 30, 56, 099, 062, 049, 8, 41а, 85, 15) ООО «Транспорт Ярославии» (Группа «Автолайн» (ЦППК)).
Местные перевозчики АО «Ярославское АТП» и АО «ПАТП-1 г. Ярославля» не принимали участие в конкурсе. По мнению общественности, условия конкурсов прописывались под иногородних перевозчиков.
Территория АО «ПАТП-1 города Ярославля» будет арендована ООО «Транспорт Ярославии». Сотрудники ПАТП будут трудоустроены в новую компанию, а для кондукторов предусмотрено трудоустройство в качестве контролёров в ГКУ «Организатор перевозок Ярославской области». Учредителями компании являются АО «Ярославское АТП» (51 % уставного капитала) и ООО «Контроль-сервис» (49 %).
1, 15 и 25 апреля 2023 года произошли изменения в маршрутной сети:
- Закрыты маршруты № 18 (Торговый переулок — 15 микрорайон) и 18к (Карачиха — Красная площадь)
- Маршрут № 49 переводится на обслуживание автобусами большого класса; № 44к перенумерован в № 94с и продлён до остановки «5 микрорайон»; изменена конечная остановка маршрутов № 32 с «ТРК РИО» на «15 микрорайон» и № 53 с «ПАТП-1» на «ТРК Ярославский вернисаж».
- Маршруты № 8 (ТРК «Ярославский Вернисаж» — 15 микрорайон), 14 (Богоявленская площадь — Игнатовское кладбище), 15 (15 микрорайон — Игнатовское кладбище), 32 (ТЦ «Глобус» — 15 микрорайон), 41 (ТРК «Ярославский Вернисаж» — Посёлок Куйбышева), 53 (ТЦ «Глобус» — ТРК «Ярославский Вернисаж»), 76 (Ярославль-Главный — ТРК «Ярославский Вернисаж»), 99 (Ярославль-Главный — «ТЦ Глобус») переводятся в статус пригородных и перенумеровываются в связи с расположением конечных остановок за пределами границ города Ярославля[79].
- Маршруты № 93г, 90с и 99с перенумерованы в № 93, 90 и 99.
- Вводятся новые маршруты № 40с (Резинотехника — Машприбор), 71с (предполагалось, что он пойдёт по проспекту Октября[80], однако позже его вернули на исходную трассу), 94с (Улица Чкалова — 5 микрорайон), 97с (Фабрика «Красный Перевал» — Улица Большие Полянки, продлён от остановки «14 микрорайон» до остановки "Фабрика «Красный Перевал»), незначительно отличающиеся от существующих маршрутов маршрутных такси конечными остановками и улицами движения.
- Введены новые маршруты, работающие в день города (№ 01 Торговый переулок — Улица Волгоградская, 049 Торговый переулок — 15 микрорайон, 062 Богоявленская площадь — Пивзавод, 066 Торговый переулок — Улица Романовская, 068 Торговый переулок — Улица Космонавтов, 099 Торговый переулок — Улица Сиреневая), а к номерам ранее существующих (№ 04, 012, 041, 044) добавлен «0» в начале.

Закуплены перевозчиками новые автобусы. Заявленное департаментом транспорта количество машин сильно отличается от реальности. Так вместо 607 машин (+ 63 резервных) на линию выйдет всего 523, что на 65 меньше, чем 2021—2022 годах. На большинстве маршрутов значительно увеличатся интервалы движения, на некоторых — сократятся. Автобусы особо большой вместимости («гармошки») исчезнут с маршрутов № 41а, 42. Основными автобусами, обслуживающими маршрутную сеть, будут машины большого (202 единицы на 15 маршрутах, вместо 225 обещанных), среднего (355 единиц на 43 маршрутах) и малого класса (54 единицы на 8 маршрутах, вместо 51).

## Список маршрутов
| №                     | Наименование маршрута                                                 | Период обслуживания                             | Тип перевозок                     |
| --------------------- | --------------------------------------------------------------------- | ----------------------------------------------- | --------------------------------- |
| Регулярные маршруты   |                                                                       |                                                 |                                   |
| 1                     | Улица Волгоградская — 5 МКР                                           | круглогодично                                   | По регулируемому тарифу           |
| 2                     | Улица Большие Полянки — ЯШЗ                                           | круглогодично                                   | По регулируемому тарифу           |
| 2к                    | Больничный городок — НПЗ                                              | круглогодично                                   | По регулируемому тарифу           |
| 4                     | Посёлок Куйбышева — Ярославль-Главный                                 | круглогодично                                   | По регулируемому тарифу           |
| 4а                    | Богоявленская площадь — Посёлок Октябрьский                           | круглогодично                                   | По регулируемому тарифу           |
| 5                     | Богоявленская площадь — Осташинское кладбище                          | круглогодично                                   | По регулируемому тарифу           |
| 6                     | ЯШЗ — НЗКИ                                                            | круглогодично                                   | По регулируемому тарифу           |
| 7                     | Улица Гудованцева — 15 МКР                                            | круглогодично                                   | По регулируемому тарифу           |
| 8                     | ТРК «Ярославский Вернисаж» — 15 МКР                                   | круглогодично                                   | По регулируемому тарифу           |
| 9                     | Ярославль Главный — ТЦ «Аксон»                                        | круглогодично                                   | По регулируемому тарифу           |
| 10                    | 15 МКР — НЗКИ                                                         | круглогодично                                   | По регулируемому тарифу           |
| 11                    | Ярославль Главный — 15 МКР                                            | круглогодично                                   | По регулируемому тарифу           |
| 12                    | Нижний посёлок — Торговый переулок                                    | круглогодично                                   | По регулируемому тарифу           |
| 13                    | Улица Суздальская — «Машприбор»                                       | круглогодично                                   | По регулируемому тарифу           |
| 14                    | Богоявленская площадь — Игнатовское кладбище                          | круглогодично                                   | По регулируемому тарифу           |
| 15                    | 15 МКР — Игнатовское кладбище                                         | круглогодично                                   | По регулируемому тарифу           |
| 17                    | ЯШЗ — Посёлок Ивняки                                                  | круглогодично                                   | По регулируемому тарифу           |
|                       |                                                                       |                                                 |                                   |
|                       |                                                                       |                                                 |                                   |
| 19                    | Химзавод «Луч» — Улица Гудованцева                                    | круглогодично                                   | По регулируемому тарифу           |
| 19К                   | Улица Гудованцева — Красная площадь                                   | круглогодично                                   | По регулируемому тарифу           |
| 21                    | Красная площадь — Очапки                                              | круглогодично                                   | По регулируемому тарифу           |
| 21Б                   | Резинотехника — Улица Павлова                                         | круглогодично                                   | По регулируемому тарифу           |
| 21Т                   | Посёлок Толга — Очапки                                                | круглогодично                                   | По регулируемому тарифу           |
| 22                    | ЯМЗ — Нижний посёлок                                                  | круглогодично                                   | По регулируемому тарифу           |
| 22С                   | Красная площадь — Студенческий городок                                | круглогодично                                   | По регулируемому тарифу           |
| 23                    | Областная больница — 15 МКР                                           | круглогодично                                   | По регулируемому тарифу           |
| 24                    | ЯШЗ — Долматово                                                       | круглогодично                                   | По регулируемому тарифу           |
| 25                    | 15 МКР — «Машприбор»                                                  | круглогодично                                   | По регулируемому тарифу           |
| 26                    | Красная площадь — Филино                                              | круглогодично                                   | По регулируемому тарифу           |
| 27                    | ЯШЗ — Софийская церковь                                               | круглогодично                                   | По регулируемому тарифу           |
| 28                    | ЯШЗ — «Машприбор»                                                     | круглогодично                                   | По регулируемому тарифу           |
| 29                    | «Машприбор» — Тверицы                                                 | круглогодично                                   | По регулируемому тарифу           |
| 30                    | Ярославль Главный — «Машприбор»                                       | круглогодично                                   | По регулируемому тарифу           |
| 32                    | Улица Сахарова — Торгово-развлекательный комплекс «Рио»               | круглогодично                                   | По регулируемому тарифу           |
| 33                    | ПАТП № 1 — Областная больница                                         | круглогодично                                   | По регулируемому тарифу           |
| 34                    | Красная площадь — Толгский монастырь                                  | круглогодично                                   | По регулируемому тарифу           |
| 39                    | Студенческий городок — Нижний посёлок                                 | круглогодично                                   | По регулируемому тарифу           |
| 40С                   | Резинотехника — «Машприбор»                                           | круглогодично                                   | По регулируемому тарифу           |
| 41                    | Ярославль Главный — Посёлок Прибрежный                                | круглогодично                                   | По регулируемому тарифу           |
| 41А                   | ТРК «Ярославский Вернисаж» — Посёлок Куйбышева                        | круглогодично                                   | По регулируемому тарифу           |
| 41Б                   | Богоявленская площадь — Улица Ярославская                             | круглогодично                                   | По регулируемому тарифу           |
| 42                    | 15 МКР — Посёлок Куйбышева                                            | круглогодично                                   | По регулируемому тарифу           |
| 44                    | Торговый переулок — Улица Автозаводская                               | круглогодично                                   | По регулируемому тарифу           |
| 49                    | Улица Ярославская — 15 МКР                                            | круглогодично                                   | По регулируемому тарифу           |
| 53                    | ТРК «Ярославский Вернисаж» — Гипермаркет «Глобус»                     | круглогодично                                   | По регулируемому тарифу           |
| 55                    | «Машприбор» — Ярославль Главный                                       | круглогодично                                   | По регулируемому тарифу           |
| 56                    | Посёлок Прибрежный — «Машприбор»                                      | круглогодично                                   | По регулируемому тарифу           |
| 57                    | Фабрика «Красный Перевал» — Улица Гудованцева                         | круглогодично                                   | По регулируемому тарифу           |
| 58                    | Нижний посёлок — Фабрика «Красный Перевал»                            | круглогодично                                   | По регулируемому тарифу           |
| 59                    | Ярославль Главный — Областная больница                                | круглогодично                                   | По регулируемому тарифу           |
|                       |                                                                       |                                                 |                                   |
| 62                    | 15 МКР — Улица 1-я Технологическая                                    | круглогодично                                   | По регулируемому тарифу           |
|                       |                                                                       |                                                 |                                   |
| 64                    | Ярославль Главный — Улица Сиреневая                                   | круглогодично                                   | По регулируемому тарифу           |
| 65                    | ЯЗХМ — Улица 8 Марта                                                  | круглогодично                                   | По регулируемому тарифу           |
| 66                    | НЗКИ — Больничный городок                                             | круглогодично                                   | По регулируемому тарифу           |
| 67                    | Улица Автозаводская — «Машприбор»                                     | круглогодично                                   | По регулируемому тарифу           |
| 68                    | Улица Космонавтов — Улица Большие Полянки                             | круглогодично                                   | По регулируемому тарифу           |
| 70                    | Фабрика «Красный Перевал» — Улица Труфанова                           | круглогодично                                   | По регулируемому тарифу           |
| 71С                   | ТРК «Ярославский Вернисаж» — ЯЗХМ                                     | круглогодично                                   | По регулируемомму тарифу          |
| 76                    | ТРК «Ярославский Вернисаж» — Ярославль Главный                        | круглогодично                                   | По регулируемому тарифу           |
| 77                    | Улица Труфанова — Фабрика «Красный Перевал»                           | круглогодично                                   | По регулируемому тарифу           |
| 79                    | ТЦ «Аксон» — Посёлок Куйбышева                                        | круглогодично                                   | По регулируемому тарифу           |
| 84С                   | Посёлок Куйбышева — Областная больница                                | круглогодично                                   | По регулируемомму тарифу          |
| 85                    | Посёлок Ивняки — «Машприбор»                                          | круглогодично                                   | По регулируемому тарифу           |
| 90                    | ТЦ «Аксон» — Областная больница                                       | круглогодично                                   | По регулируемому тарифу           |
| 92                    | Улица Павлова — ЯШЗ                                                   | круглогодично                                   | По регулируемому тарифу           |
| 93                    | Очапки — Ярославль Главный                                            | круглогодично                                   | По регулируемому тарифу           |
| 94С                   | Улица Чкалова — 5 микрорайон                                          | круглогодично                                   | По регулируемому тарифу           |
| 97С                   | Фабрика «Красный Перевал» — Большие Полянки                           | круглогодично                                   | По регулируемому тарифу           |
| 99                    | Гипермаркет «Глобус» — Ярославль Главный                              | круглогодично                                   | По регулируемому тарифу           |
| Специальные маршруты  |                                                                       |                                                 |                                   |
| 01                    | Торговый переулок — Улица Волгоградская                               | сезонный, в день города                         | По регулируемому тарифу           |
| 04                    | Богоявленская площадь — Улица Ярославская                             | сезонный, в день города                         | По регулируемому тарифу           |
| 012                   | Торговый переулок — Нижний посёлок                                    | сезонный, в день города                         | По регулируемому тарифу           |
| 013                   | Богоявленская площадь — 5 МКР                                         | сезонный, в день города                         | По регулируемому тарифу           |
| 019                   | Красная площадь — Ивняки                                              | сезонный, в день города                         | По регулируемому тарифу           |
| 021                   | Красная площадь — Очапки                                              | сезонный, в день города                         | По регулируемому тарифу           |
| 041                   | Богоявленская площадь — Посёлок Прибрежный                            | сезонный, в день города                         | По регулируемому тарифу           |
| 044                   | Торговый переулок — Улица Автозаводская                               | сезонный, в день города                         | По регулируемому тарифу           |
| 049                   | Торговый переулок — 15 МКР                                            | сезонный, в день города                         | По регулируемому тарифу           |
| 062                   | Богоявленская площадь — Пивзавод                                      | сезонный, в день города                         | По регулируемому тарифу           |
| 066                   | Богоявленская площадь — Улица Романовская                             | сезонный, в день города                         | По регулируемому тарифу           |
| 068                   | Богоявленская площадь — Улица Космонавтов                             | сезонный, в день города                         | По регулируемому тарифу           |
| 099                   | Богоявленская площадь — Улица Сиреневая                               | сезонный, в день города                         | По регулируемому тарифу           |
| 5А                    | Богоявленская площадь — Осташинское кладбище (через ул. Промышленную) | сезонный, в Пасху и Радоницу                    | По регулируемому тарифу           |
| 5Б                    | 15 МКР — Осташинское кладбище                                         | сезонный, в Пасху и Радоницу                    | По регулируемому тарифу           |
| 32П                   | «Арена-2000» — Улица Сахарова                                         | сезонный, в дни хоккейных матчей в «Арене-2000» | Экспресс, по регулируемому тарифу |
| 41П                   | «Арена-2000» — Улица Индустриальная                                   | сезонный, в дни хоккейных матчей в «Арене-2000» | Экспресс, по регулируемому тарифу |
| 42П                   | «Арена-2000» — ЯЗХМ                                                   | сезонный, в дни хоккейных матчей в «Арене-2000» | Экспресс, по регулируемому тарифу |
| 78П                   | «Арена-2000» — 15 МКР (В дни матчей в Арене-2000)                     | сезонный, в дни хоккейных матчей в «Арене-2000» | Экспресс, по регулируемому тарифу |
| Маршрутные такси      |                                                                       |                                                 |                                   |
| 97                    | 14 МКР — Улица Большие Полянки                                        | круглогодично                                   | По нерегулируемому тарифу         |
| Маршруты электробусов |                                                                       |                                                 |                                   |
| 50                    | 15 МКР — Улица Крестобогородская                                      | круглогодично                                   | По регулируемому тарифу           |
| 60                    | Улица Рыкачёва — Улица Автозаводская                                  | круглогодично                                   | По регулируемому тарифу           |

## Стоимость проезда
| Дата установки тарифа                       | Стоимость проезда                                                                            |
| ------------------------------------------- | -------------------------------------------------------------------------------------------- |
| январь 2006 года                            | ▲ 8 рублей 10 рублей (в маршрутных такси)                                                    |
| 2007 год                                    | ▲ 12 рублей (в маршрутных такси)                                                             |
| 2008 год                                    | ▲ 10 рублей (в автобусах) 15 рублей (в маршрутных такси)                                     |
| 2010 год                                    | ▲ 12 рублей (в автобусах( 15 рублей (в маршрутных такси)                                     |
| 19 июня 2012 года                           | ▲ 16 рублей (в автобусах) 18 рублей (в маршрутных такси)                                     |
| 2014 год                                    | ▲ 18 рублей                                                                                  |
| 17 февраля 2016 года                        | ▲ 20 рублей (в автобусах) 23 рубля (в маршрутных такси)                                      |
| 1 января 2017 года                          | ▲ 23 рубля (в автобусах)                                                                     |
| ноябрь-декабрь 2017 года, февраль 2018 года | ▲ 26 рублей (в некоторых маршрутных такси)                                                   |
| 1 октября 2019 года                         | ▲ 28 рублей (в автобусах)                                                                    |
| 11-19 октября 2019 года                     | ▲ 28-30 рублей (в некоторых маршрутных такси)                                                |
| 15-16 февраля 2020 года                     | ▼ 25 рублей (в маршрутных такси № 90, 99)                                                    |
| 22 февраля 2020 года                        | ▼ 25 рублей (в маршрутном такси № 87)                                                        |
| 1 января 2023 года                          | ▲ 32 рубля (в автобусах)                                                                     |
| 21 января 2023 года                         | ▲ 32 рубля (в маршрутом такси № 97)                                                          |
| 24 января 2023 года                         | ▲ 32 рубля (в маршрутном такси № 40)                                                         |
| 26 января 2023 года                         | ▲ 32 рубля (в маршрутном такси № 94)                                                         |
| 1 мая 2024 года                             | ▲ 34 рубля (в автобусах, за безналичный расчет), 38 рублей (в автобусах, за наличный расчет) |
| 1 января 2025 года                          | ▲ 38 рублей (в автобусах, за безналичный расчет)                                             |

## Оплата проезда
Оплата проезда производится водителю, после чего он выдает чек, являющийся документом об оплате проезда, который следует сохранять до конца поездки. На нем указывается наименование перевозчика и цена билета. Некоторые частные перевозчики не выдают билеты, ссылаясь на «нерабочий терминал оплаты».
С 1 января 2020 года по 31 декабря 2022 года стоимость проезда на маршрутах по регулируемому тарифу составляла 14 рублей для граждан, имеющих право на льготный проезд, и 28 рублей для всех остальных.
Стоимость проезда на маршрутах по нерегулируемому тарифу зависит от перевозчика, и составляет в среднем от 25 до 32 рублей без предоставления льгот.
Стоимость проезда и проездных билетов определяются Ярославской региональной службой по тарифам и утверждаются Администрацией Ярославской области. Категории граждан, имеющих право на бесплатный, либо льготный проезд установлены действующим законодательством.
С 1 января 2025 года стоимость проезда составляет 38 рублей.